# Rona de Sus
Rona de Sus (Felsőróna en hongrois, Oberrohnen en allemand) est une commune roumaine du județ de Maramureș, dans la région historique de Transylvanie et dans la région de développement du Nord-Ouest.

## Géographie
La commune, composée des villages de Rona de Sus et de Coștiui, se situe au nord-est du județ, près de la frontière avec l’Ukraine, à 15 km à l’est de Sighetu Marmației, la capitale historique de la Marmatie et à 70 km au nord-est de Baia Mare, la préfecture du județ.
La commune est traversée par la route nationale DN18 qui relie Sighetu Marmației avec le județ de Suceava, en Moldavie.
En 2002, la population se répartissait comme suit :
- Rona de Sus, siège de la municipalité, 3 916 habitants.
- Coștiui, 782 habitants.

## Histoire
La première mention écrite de la commune date de 1360, dans un document du roi où elle apparaît sous le nom de Felsew Owna pour être donnée par le roi Louis Ier au noble roumain Stan.
Des mines de sel à ciel ouvert ont été exploitées dès le XIVe siècle et jusqu’en 1934 où elles ont été fermées car elles étaient épuisées.

## Démographie
En 1910, la commune comptait 2 550 Ukrainiens (55,1 % de la population), 1 850 Hongrois et 207 Allemands (4,5 %).
En 1930, les autorités recensaient 2 385 Ukrainiens (57,4 %), 1 195 Hongrois, 144 Roumains ainsi qu’une importante communauté juive de 425 personnes (10,2 %) qui fut exterminée par les Nazis durant la Seconde Guerre mondiale.
En 2002, la commune comptait 4 062 Ukrainiens (86,5 %), 421 Hongrois (9 %) et 207 Roumains (4,4 %).
Lors du recensement de 2011, 83,34 % de la population se déclarent ukrainiens, 8,11 % hongrois et 5 % roumains (3,35 % ne déclarent pas d'appartenance ethnique et 0,07 % déclarent appartenir à une autre ethnie).

## Économie
L’économie de la commune est basée sur l’agriculture et l’élevage (2 406 ha de terres agricoles) et sur l’exploitation forestière (4 241 ha de forêts).

## Politique
| Parti | Parti                                                 | Sièges |
| ----- | ----------------------------------------------------- | ------ |
|       | Parti social-démocrate (PSD)                          | 5      |
|       | Parti écologiste roumain (PER)                        | 2      |
|       | Parti Mouvement populaire (PMP)                       | 2      |
|       | Parti national libéral (PNL)                          | 2      |
|       | Union des Ukrainiens de Roumanie (UUR)                | 1      |
|       | Union nationale pour le progrès de la Roumanie (UNPR) | 1      |

## Lieux et monuments
- Réserve naturelle Pădurea Ronișoara, 62 ha.
- Réserve naturelle Pădurea de Iarice, 0,7 ha.
- Monastère orthodoxeAdormirea Maicii Domnului, construit en 1992.